# Ahmad Ghali
Ahmad Abubakar Ghali (Kano, 23 giugno 2000) è un calciatore nigeriano, centrocampista dello Slovan Liberec.

## Carriera
Il 1º gennaio 2020 viene acquistato a titolo definitivo dalla squadra slovacca dell'AS Trenčín.

## Statistiche

### Presenze e reti nei club
Statistiche aggiornate all'8 marzo 2021.
| Stagione        | Squadra         | Campionato      | Campionato | Campionato | Coppe nazionali | Coppe nazionali | Coppe nazionali | Coppe continentali | Coppe continentali | Coppe continentali | Altre coppe | Altre coppe | Altre coppe | Totale | Totale |
| Stagione        | Squadra         | Comp            | Pres       | Reti       | Comp            | Pres            | Reti            | Comp               | Pres               | Reti               | Comp        | Pres        | Reti        | Pres   | Reti   |
| --------------- | --------------- | --------------- | ---------- | ---------- | --------------- | --------------- | --------------- | ------------------ | ------------------ | ------------------ | ----------- | ----------- | ----------- | ------ | ------ |
| gen.-lug. 2020  | AS Trenčín      | SL              | 6          | 1          | CS              | 0               | 0               | -                  | -                  | -                  | -           | -           | -           | 6      | 1      |
| 2020-2021       | AS Trenčín      | SL              | 18         | 1          | CS              | 2               | 0               | -                  | -                  | -                  | -           | -           | -           | 20     | 1      |
| Totale carriera | Totale carriera | Totale carriera | 24         | 2          |                 | 2               | 0               |                    | -                  | -                  |             | -           | -           | 26     | 2      |